# Дионе
Дионе (фр. Dionay) насеље је и општина у источној Француској у региону Рона-Алпи, у департману Изер која припада префектури Гренобл.
По подацима из 2011. године у општини је живело 120 становника, а густина насељености је износила 8,57 становника/km². Општина се простире на површини од 14,01 km². Налази се на средњој надморској висини од 520 метара (максималној 625 m, а минималној 392 m).

## Демографија
| 1962. | 1968. | 1975. | 1982. | 1990. | 1999. | 2011. |
| ----- | ----- | ----- | ----- | ----- | ----- | ----- |
| 114   | 147   | 128   | 124   | 103   | 107   | 120   |

График промене броја становника у току последњих година